# Energia nucleare in Italia
Lo sfruttamento dell'energia nucleare in Italia ha avuto maggiormente luogo tra il 1963 e il 1990. Dopo tale anno, infatti, le centrali nucleari italiane risultavano tutte chiuse, o per raggiunti limiti d'età o per decisione politica presa sull'onda del risultato del referendum del 1987.

## Storia

### La nascita del programma nucleare italiano
Subito dopo la fine della seconda guerra mondiale i gruppi industriali e centri di ricerca italiani si attivarono per sviluppare un programma nucleare nazionale. Nel 1946 nacque quindi a Milano il Centro Informazioni Studi ed Esperienze (CISE), cui parteciparono fisici e ingegneri quali Mario Silvestri e Giorgio Salvini e alcune delle maggiori aziende italiane: Azienda elettrica milanese, Cogne, Edison, Falck, Fiat, Montecatini, Pirelli, Sade e Terni. Gli sforzi italiani nel campo dell'energia nucleare furono però contenuti dagli Stati Uniti d'America, che nel 1946, con l'Atomic Energy Act, limitarono l'accesso alle tecnologie nucleari ai Paesi ex nemici durante la guerra, e con gli accordi di pace del 1947 impedirono all'Italia di disporre di un'industria per l'arricchimento del combustibile. Con il piano Marshall, inoltre, gli Stati Uniti non finanziarono l'implementazione del programma nucleare, preferendo invece indirizzare la politica energetica italiana, e nel complesso europea, verso il mercato petrolifero delle società statunitensi.
Ciò nonostante, lo sviluppo del programma nucleare italiano proseguì: vennero fondati nel 1951 l'Istituto nazionale di fisica nucleare (INFN) e nel 1952 il Comitato Nazionale per le Ricerche Nucleari (CNRN), sotto la direzione di Francesco Giordani, già presidente dell'IRI durante il fascismo. Con la localizzazione di alcuni giacimenti uraniferi nel nord Italia gli Stati Uniti si offrirono di formare il personale tecnico necessario, a patto che, in futuro, dell'uranio estratto l'Italia trattenesse solamente la quota necessaria al proprio programma nucleare. Nella seconda metà degli anni 1950, presso i laboratori del CISE, a Milano, venne infatti realizzato e messo in funzione il primo impianto di metallurgia dell'uranio. Con la presidenza di Dwight D. Eisenhower e il suo programma degli "Atomi per la pace" gli Stati Uniti intavolarono con il governo italiano le prime discussioni per l'implementazione del programma nucleare e nel 1955 furono firmati i primi accordi e inviati i primi materiali. La collaborazione statunitense, comunque, rimase limitata a causa dell'importante presenza del Partito Comunista Italiano e per la volontà del governo italiano e dell'Eni di Enrico Mattei di sviluppare un settore nucleare completamente statale e alimentato a uranio non arricchito, rendendolo quindi indipendente dalle tecnologie di arricchimento statunitensi.

### La costruzione delle centrali negli anni sessanta
Nel corso degli anni 1960, l'Italia realizzò sul proprio territorio tre impianti di prima generazione basati sulle tre più innovative tecnologie dell'epoca: i reattori di tipo BWR e PWR di origine statunitense e quello di tipo Magnox di origine britannica.
Considerando che le tecnologie disponibili nelle prime fasi dello sfruttamento dell'energia nucleare erano molteplici e che non si conoscevano ancora tutti i vantaggi ed i problemi relativi a ciascuna, l'Italia si dotò di tre centrali di differenti metodi produttivi (anche se tutte di origine anglo-statunitense) che rappresentavano, per ciascuna di esse, dei modelli pressoché prototipali e che dunque servirono agli stessi Regno Unito e USA per sperimentare all'estero dei reattori capostipiti delle rispettive filiere.
La prima centrale nucleare italiana venne realizzata a Latina, un impianto con un unico reattore di tipo Magnox da 210 MWe lordi che, una volta ultimato il 12 maggio 1963, rappresentava l'esemplare più potente d'Europa. Otto mesi più tardi fu approntata quella di Sessa Aurunca, alla quale seguì meno di un anno dopo l'installazione di Trino, che aveva a disposizione un reattore PWR Westinghouse da 270 MWe lordi e che al momento della sua entrata in funzione costituiva la centrale nucleare più potente del mondo.
Nel 1966 l'Italia era il terzo produttore al mondo dopo Stati Uniti d'America e Regno Unito. L'energia prodotta dalle tre centrali era comunque poca cosa rispetto alla produzione nazionale, a cui contribuivano mediamente per il 3-4%.
Il 1º gennaio 1970 iniziò la costruzione della quarta centrale, quella di Caorso.
- Centrale nucleare di Latina
- Centrale nucleare del Garigliano a Sessa Aurunca (CE)
- Centrale nucleare Enrico Fermi a Trino (VC)
- Centrale nucleare di Caorso (PC)

### La crisi petrolifera
Nel corso degli anni 1960, per contenere gli investimenti e aumentare i profitti, le compagnie petrolifere decisero di costruire sul territorio nazionale italiano numerose raffinerie di petrolio di scarso livello tecnologico. In particolare furono realizzati impianti inadatti al cracking, di conseguenza in seguito alla raffinazione una quota di petrolio compresa tra il 50% e il 55% veniva restituita sotto forma di olio combustibile ricco di solfuri. A causa della presenza di leggi sull'inquinamento estremamente permissive, questo sottoprodotto presente in quantità eccessive poteva essere utilizzato nelle centrali a olio combustibile dell'Enel, rendendo così l'energia nucleare economicamente poco conveniente. Durante la dirigenza dell'Enel di Arnaldo Maria Angelini, la quota di energia elettrica ricavata dall'olio combustibile passò in Italia dal 23% del 1963 (16,3 TWh) al 59% del 1973 (85,8 TWh). A causa di queste politiche energetiche, l'Italia fu duramente colpita quando scoppiò la crisi petrolifera del 1973.
La vulnerabilità del sistema energetico italiano spinse l'Enel a realizzare un progetto per ridurre la dipendenza dai combustibili fossili. Essendo il settore dell'energia idroelettrica già saturo e le tecnologie per lo sfruttamento dell'energia eolica e fotovoltaica ancora in fase sperimentale, l'unica scelta per una possibile diversificazione energetica ricadde sul nucleare. Fu quindi proposto un piano ambizioso che prevedeva di realizzare, entro dieci anni, dieci centrali nucleari ognuna costituita da due reattori identici da 1000 MW l'uno per un totale di 20000 MW, quando la potenza nucleare installata all'epoca ammontava complessivamente a 577 MW. Nel settembre del 1975 il progetto fu quindi incluso nel Piano Energetico Nazionale, che però ometteva i siti di costruzione e la tipologia degli impianti da realizzare. In vista dell'ampliamento del parco reattori l'Italia contribuì alla costruzione dell'impianti di arricchimento dell'uranio nel sito nucleare del Tricastin in Francia, pre-acquistando uranio arricchito, successivamente rivenduto in perdita. L'unica azione per implementare il piano fu intrapresa nel 1976, quando si decise di costruire la centrale di Montalto di Castro con due reattori nucleari ad acqua bollente (BWR) da 982 MW di potenza elettrica netta ciascuno. Venne anche delineata una seconda centrale a Trino, la prima basata sull'allora nascente "Progetto Unificato Nucleare", con due reattori nucleari ad acqua pressurizzata (PWR) da 950 MW di potenza elettrica netta ciascuno.

### Il referendum del 1987
Negli anni 1980 la sicurezza degli impianti nucleari divenne una preoccupazione crescente. Sulla scia dell'incidente di Three Mile Island del 1979, l'inizio dell'esercizio commerciale dell'impianto di Caorso fu posticipato al fine di provvedere ad alcuni aggiornamenti ai sistemi di sicurezza.
Nel 1978 l'impianto di Sessa Aurunca fu fermato per un guasto ad uno dei generatori di vapore secondari. A seguito del terremoto dell'Irpinia del 1980 l'intera regione Campania fu rivalutata dal punto di vista sismico. La nuova classificazione sismica delle aree dove sorgeva l'impianto rendeva necessari importanti lavori di adeguamento sismico. Nel 1982, valutata l'antieconomicità degli interventi, l'impianto fu definitivamente spento.
Il disastro di Černobyl' del 1986 portò a indire in Italia l'anno successivo tre referendum nazionali sul settore nucleare. In tale consultazione popolare, circa l'80% dei votanti si espresse a favore delle istanze portate avanti dai promotori. I tre referendum non vietavano in modo esplicito la costruzione di nuove centrali, né imponevano la chiusura di quelle esistenti o in fase di realizzazione, ma si limitavano ad abrogare i cosiddetti "oneri compensativi" spettanti agli enti locali sedi dei siti individuati per la costruzione di nuovi impianti nucleari, nonché la norma che concedeva al CIPE la facoltà di scelta dei siti stessi in presenza di un mancato accordo in tal senso con i comuni interessati, e a impedire all'Enel di partecipare alla costruzione di centrali nucleari all'estero.
Tra il 1988 e il 1990 i governi Goria, De Mita e Andreotti VI posero termine all'esperienza nucleare italiana, con l'abbandono del Progetto Unificato Nucleare e la chiusura delle tre centrali ancora funzionanti di Latina, Trino e Caorso. Le due centrali di Latina e di Trino erano peraltro già praticamente a fine vita, essendo state progettate per poter funzionare per 25-30 anni dall'accensione del reattore, quindi l'unica centrale che venne effettivamente chiusa con grande anticipo sul ciclo previsto fu quella di Caorso (dopo meno di dieci anni).
Per quanto riguarda gli impianti in costruzione e quelli pianificati, fu interrotto il cantiere della centrale di Montalto di Castro la cui area, sfruttando le prese per l'acqua a mare già realizzate, venne poi riutilizzata per la realizzazione della centrale termoelettrica Alessandro Volta, mentre per il progetto della seconda installazione di Trino era stato solo individuato e predisposto il sito che fu in seguito impiegato per l'approntamento della centrale termoelettrica Galileo Ferraris.
Dal 1999 i siti delle centrali nucleari italiane sono di proprietà e gestiti da SOGIN e, assieme agli altri complessi nucleari presenti sul territorio italiano, sono in fase di smantellamento e programmati per essere rilasciati all'ambiente senza alcun vincolo radiologico entro il 2025.
Nel periodo di attività antecedente al 1987, le centrali nucleari italiane hanno prodotto scorie radioattive che, ad ottobre 2011, si trovavano per il 98% negli impianti di ritrattamento di Areva a La Hague in Francia (da dove verranno restituite riprocessate nel 2025) e di BNFL a Sellafield nel Regno Unito (rese nel 2017). In precedenza, erano sistemate nelle piscine delle centrali stesse o in quella dell'impianto EUREX di Saluggia.

### Evoluzione della produzione elettrica dopo il 1987

#### Fonti sostitutive del nucleare
La mancata produzione di energia elettrica da fonte nucleare, che nel 1986 ebbe un picco pari al 4,5% del totale, ma che negli anni precedenti si attestava generalmente intorno al 3-4%, fu compensata con l'aumento dell'utilizzo di combustibili fossili, in particolare carbone e gas ma anche petrolio/olio combustibile, e con un ulteriore incremento delle importazioni, passate complessivamente da 23 TWh del 1987 a 31 TWh del 1988, in aggiunta a quello già necessario ogni anno a coprire il generale aumento dei consumi, che nel 1987 era stato del 4,9% e nel 1988 del +5,1%.
Nel tempo poi, l'uso di carbone e petrolio/olio combustibile è stato sempre più abbandonato in favore del gas, attualmente principale fonte fossile utilizzata per la produzione elettrica.

#### Eventuale impatto sui prezzi dell'energia elettrica
Lo scenario italiano in merito è abbastanza variegato in quanto, secondo uno studio dell'ENEA, per gli scaglioni domestici di modesto consumo i costi nel 2006 risultavano tra i più bassi d'Europa (circa la metà della media continentale per utilizzi inferiori ai 600 kWh), mentre per quelli ad alto assorbimento i valori erano decisamente più cospicui (fino a oltre il 40% sopra la media). Per i clienti industriali, quindi, la spesa dell'elettricità era maggiore rispetto alla media europea, con un surplus che andava da un minimo del 15% circa per usi inferiori ai 50 MWh fino a un massimo del 35% circa per impieghi pari a 10 GWh.
Negli anni successivi a questo rapporto la situazione si è mantenuta sostanzialmente invariata.
Altri osservatori fanno notare che tale discrepanza è costante sia nei confronti dei Paesi europei nuclearizzati che con i restanti altri e che quindi i maggiori costi avrebbero cause diverse, come una rete di distribuzione obsoleta, la scarsa concorrenza del mercato elettrico, la pesante tassazione (che, al 1º ottobre 2011, gravava sulla "bolletta tipo" per circa il 14,11%) e la presenza di consistenti "oneri generali di sistema", tra i quali la parte preponderante (pari a circa l'11,65% sempre della "bolletta tipo") è rappresentata, attraverso la componente A3, dalle incentivazioni alle fonti rinnovabili e assimilate.

### Gli investimenti all'estero
In seguito ai referendum del 1987, erano stati sospesi anche gli investimenti dell'Enel nella produzione nucleare all'estero.
Tale disposizione è stata rimossa dall'articolo 1 comma 42 della legge 23 agosto 2004, n. 239 pubblicata sulla Gazzetta Ufficiale della Repubblica Italiana - Serie Generale n. 215 del 13 settembre 2004 ed entrata in vigore il 28 settembre 2004 ("legge Marzano").
Enel S.p.A. ha così potuto acquistare nel febbraio del 2005 il 66% della Slovenské Elektrárne a.s., massima produttrice di elettricità in Slovacchia e seconda dell'Europa centro-orientale con i suoi oltre 7000 MW di potenza installata, di cui 1762 MW generati da quattro reattori nucleari di tipo VVER440 sovietico. L'impresa italiana si è offerta di finanziare la costruzione in Slovacchia di due nuovi reattori (il terzo e il quarto della centrale nucleare di Mochovce nel centro del Paese) rimasti allo stadio di progetto dal 1991 per mancanza di fondi. La costruzione di questi due reattori (di tipo VVER440 da 391 MW di potenza netta ciascuno) è ripresa ufficialmente l'11 giugno 2009 e utilizzerà un sistema che è un misto di tecnologia russa, francese e tedesca.
Sempre nel 2005, inoltre, Enel S.p.A. ha sottoscritto un accordo con Électricité de France per partecipare allo sviluppo del nucleare di terza generazione avanzata, l'EPR (European Pressurized water Reactor), con un investimento preventivato di 375 milioni di euro (pari al 12,5% della spesa totale) per la costruzione (iniziata il 3 dicembre 2007) di un nuovo reattore da 1650 MW di potenza elettrica lorda nella centrale nucleare di Flamanville (nella penisola di Cotentin, sulla costa del canale La Manica in Bassa Normandia). In cambio ha ottenuto la possibilità di mandare propri dipendenti a condurre dei tirocini in loco, acquisendo così le competenze e le risorse umane necessarie per il ritorno al nucleare in Italia. Il 30 novembre 2007 inoltre è stato definito un ulteriore accordo tra le due aziende che permetterà a quella italiana di avere il 3% del mercato energetico francese rilevando quote per circa 2 miliardi di euro, tra cui il 12,5% in sei centrali nucleari di prossima costruzione (incluso il reattore EPR di Flamanville) e il 40-49% in centrali a gas. Di converso, Électricité de France disporrà di asset produttivi di Enel S.p.A. (che ha anche accesso alla tecnologia nucleare nippo-statunitense di Toshiba-Westinghouse Electric Company attraverso la joint venture con la società elettrica spagnola Endesa) in Slovacchia, Bulgaria e Russia, oltre a vedersi sbloccata definitivamente la sua partecipazione di maggioranza in Italenergia Bis (la holding che controlla Edison S.p.A.). L'accordo fra Enel ed EDF è poi stato sciolto nel dicembre 2012 tramite il diritto di recesso dal progetto in costruzione di Flamanville 3 e negli altri cinque impianti da realizzare, concludendo così l'accordo di collaborazione strategica. Con l'uscita dal progetto, Enel sarà rimborsata delle spese anticipate, in relazione alla sua quota del 12,5% nel progetto, per un ammontare complessivo di circa 613 milioni, più gli interessi maturati. La realizzazione del reattore, si spiega una nota, «ha subito ritardi e incrementi nei costi. Questa situazione è aggravata dalla significativa flessione nella domanda di energia elettrica e dall'incerta tempistica per ulteriori investimenti nel nucleare in Francia. Inoltre, il referendum del giugno 2011 in Italia, che ha impedito lo sviluppo dell'energia nucleare nel Paese, ha ridotto la rilevanza strategica dell'intero accordo di collaborazione con Edf».
Anche Ansaldo Energia, che fa capo a Finmeccanica, ha fatto tornare in piena attività una sua controllata al 100%, l'Ansaldo Nucleare, che, con un'esperienza di 30 anni nel settore nucleare, il 31 ottobre 2007 ha concluso la costruzione, attraverso una joint venture con la società canadese AECL, del secondo reattore della centrale nucleare di Cernavodă in Romania, e che non aveva comunque mai interrotto in passato le proprie collaborazioni in Armenia, Ucraina (anche a Černobyl'), Cina e Francia e quelle con altri costruttori per fabbricare e sperimentare componenti innovativi.
Questa società inoltre ha avuto un ruolo pionieristico nello sviluppo di reattori di terza generazione avanzata a "tecnologia passiva" (sistema che evita problemi di raffreddamento dei reattori in seguito a un black out), collaborando fin dalle primissime fasi (2001) con il gruppo Toshiba-Westinghouse Electric Company allo sviluppo del reattore AP1000, ed è attualmente impegnata, fra le altre cose, nella progettazione del recipiente di contenimento della centrale nucleare di Sanmen in Cina.
A ottobre 2011 si è anche unita alla joint venture fondata nell'agosto 2010 dalle società britanniche Nuvia e Cammell Laird per partecipare alla progettazione e alla costruzione di componenti pesanti per i reattori AP1000 ed EPR delle prossime centrali nucleari inglesi.

### La ripresa del dibattito sul nucleare (2008-2011)
Il dibattito sul nucleare si riaprì dopo l'impennata dei prezzi di gas naturale e petrolio negli anni tra il 2005 e il 2008 e portò alla decisione di ripristinare in Italia una capacità nucleare a fini di elettro-generazione da parte del governo Berlusconi IV (2008-2011).
Secondo un'inchiesta de L'Espresso, in quel periodo Francia e Stati Uniti avevano intrapresero intensi contatti diplomatici per favorire la costruzione di nuovi impianti nucleari in Italia, non solo perché le due nazioni sono tra i principali esportatori di tecnologia nucleare, ma anche con il fine non dichiarato di allontanare l'Italia dalla dipendenza dal gas metano, tramite cui la Russia avrebbe influenzato la politica italiana.
Il ministro dello sviluppo economico Claudio Scajola propose in tal senso di costruire dieci nuovi reattori con l'obiettivo di arrivare a una produzione di energia elettrica da nucleare in Italia pari al 25% del totale, la qual cosa, associata all'aumento fino al 25% di quella fornita da fonti rinnovabili, avrebbe portato conseguentemente a un ridimensionamento al 50% di quella di origine fossile. Gli scopi dichiarati di questa politica erano tagliare le emissioni di gas serra, ridurre la dipendenza energetica dall'estero e abbassare il costo dell'energia elettrica all'utente finale.
Il 15 luglio 2009 la stessa Enel S.p.A. dichiarò, tramite il suo amministratore delegato Fulvio Conti, che non avrebbe chiesto incentivi o sussidi allo Stato ma che, per poter rassicurare gli investitori che avrebbero anticipato i capitali necessari, sarebbe stata necessaria "una soglia minima garantita" nelle tariffe di vendita dell'energia elettrica analoga quindi ai prezzi incentivati, cosiddetti CIP6, pagati nelle bollette.

#### Interventi legislativi
L'intento di tornare alla produzione nucleare in Italia fu postulato con la definizione della "Strategia energetica nazionale" ai sensi dell'articolo 7 del decreto-legge 25 giugno 2008, n. 112 e successivamente regolato dagli articoli 25, 26 e 29 della legge 23 luglio 2009, n. 99 e con il decreto legislativo 15 febbraio 2010, n. 31.
Dieci regioni italiane (Basilicata, Calabria, Emilia-Romagna, Lazio, Liguria, Marche, Molise, Puglia, Toscana e Umbria) impugnarono la legge 23 luglio 2009, n. 99 (nella sua parte che conferisce al governo la delega per la riapertura degli impianti nucleari in territorio nazionale) in quanto da loro ritenuta incostituzionale, ma il ricorso fu rigettato dalla Corte costituzionale il 24 giugno 2010.
Tre di queste Regioni (Emilia-Romagna, Puglia e Toscana) presentarono istanza per illegittimità costituzionale anche contro vari punti del decreto legislativo 15 febbraio 2010, n. 31. Con la sentenza numero 33/2011 la Corte costituzionale si è espressa in merito ai ricorsi, giudicando che prima di costruire un impianto nucleare è obbligatorio chiedere il parere (non vincolante) alla Regione che dovrà ospitarlo, giudicando illegittimo l'articolo 4 «nella parte in cui non prevede che la Regione interessata, anteriormente all'intesa con la Conferenza unificata, esprima il proprio parere in ordine al rilascio dell'autorizzazione unica per la costruzione e l'esercizio degli impianti nucleari». Le stesse tre regioni impugnarono la legittimità costituzionale anche di altre parti del decreto, ma tali richieste furono dichiarate inammissibili o non fondate.
Il governo ha a sua volta presentato ricorso alla Corte costituzionale chiedendo l'annullamento (in quanto in violazione del Titolo V della Costituzione) delle leggi regionali approvate da Puglia, Basilicata e Campania, che vietano unilateralmente l'insediamento di impianti nucleari, ricorso accettato nei primi giorni di novembre 2010.
Il 18 febbraio 2011, quindi, il Consiglio dei ministri approvò una nuova versione del decreto legislativo 31/2010 sui siti nucleari. Oltre all'adeguamento alla decisione della Corte costituzionale, la nuova stesura correggeva alcuni «errori materiali e incongruenze», specificava con più precisione i requisiti tecnici richiesti per la costruzione e l'esercizio delle centrali e del parco tecnologico, chiariva le procedure della Valutazione ambientale strategica, ridefiniva le procedure amministrative, la tempistica e i benefici economici per le zone che avrebbero ospitato le centrali. Aggiungeva, infine, che il deposito nazionale avrebbe ospitato non solo i rifiuti nucleari derivanti dalle vecchie centrali, ma anche da altri impianti nucleari: in questa definizione più ampia rientravano l'Eurex di Saluggia, l'Itrec di Rotondella e l'IPu e l'Opec della Casaccia. Quest'ultimo provvedimento stabiliva anche l'ammontare delle compensazioni per le popolazioni, le imprese e le amministrazioni dei siti in cui sarebbero sorti gli impianti nucleari (poste a carico di chi li realizza).

#### Accordi internazionali
Parallelamente agli interventi legislativi interni, il 24 febbraio 2009 il governo italiano e il governo francese siglarono un accordo di collaborazione industriale sul nucleare civile.
Il braccio operativo dell'accordo era costituito dall'intesa tra Enel S.p.A. ed Électricité de France che il 3 agosto 2009 diedero vita alla joint venture Sviluppo Nucleare Italia, con una compartecipazione paritaria al 50%, allo scopo di redigere gli studi di fattibilità per la costruzione in Italia di almeno quattro reattori nucleari di terza generazione entro il 2020.
Nel 2011 ENEL acquisì il 50% che EDF deteneva in Sviluppo Nucleare Italia, che divenne controllata al 100% da ENEL Ingegneria e Innovazione S.p.A. Nei suoi due anni di attività l'azienda accumulò 43 milioni di euro di perdite, comunque più contenute per ENEL che per EDF in quanto SNI aveva affidato buona parte degli studi e delle valutazioni a società del gruppo ENEL; SNI avrebbe fornito servizi di ingegneria collegati alla tecnologia Epr,
Il 30 settembre 2009 il governo italiano ha firmato un'intesa simile anche con l'amministrazione Obama, che verte sulla collaborazione tra la Westinghouse e Ansaldo Nucleare (del gruppo Finmeccanica).

#### I referendum del 2011 e la chiusura del programma nucleare
L'Italia dei Valori il 9 aprile 2010 presentò una proposta di referendum sul nuovo programma nucleare italiano che mirava ad abrogare parte del decreto-legge 25 giugno 2008, n. 112 convertito, con modificazioni, dalla legge 6 agosto 2008, n. 133 e alcuni articoli della legge 23 luglio 2009, n. 99 e del conseguente decreto legislativo 15 febbraio 2010, n. 31. Dopo aver ricevuto il via libera dalla Corte suprema di cassazione il 7 dicembre 2010, il quesito referendario viene dichiarato ammissibile dalla Corte costituzionale il 12 gennaio 2011. Ad inizio marzo 2011 furono proposte per lo svolgimento del referendum le date del 12 giugno e 13 giugno, nell'ambito dei referendum abrogativi del 2011.
A seguito dell'incidente di Fukushima dell'11 marzo 2011, il Consiglio dei ministri, con un decreto legge che sospendeva gli effetti del decreto legislativo 15 febbraio 2010, n. 31 sulla localizzazione dei siti nucleari, stabilì una moratoria di 12 mesi del programma nucleare italiano. La moratoria non riguardava l'Agenzia per la sicurezza nucleare, né il deposito unico dei rifiuti radioattivi. Successivamente, il 24 aprile 2011, il governo definì la moratoria già stabilita tramite l'articolo 5 del decreto legge 31 marzo 2011, n. 34 (il cosiddetto decreto legge "Omnibus", poi convertito, con modificazioni, dalla legge 26 maggio 2011, n. 75), articolo intitolato Abrogazione di disposizioni relative alla realizzazione di nuovi impianti nucleari, secondo il quale «Al fine di acquisire ulteriori evidenze scientifiche, mediante il supporto dell'Agenzia per la sicurezza nucleare, sui profili relativi alla sicurezza nucleare, tenendo conto dello sviluppo tecnologico in tale settore e delle decisioni che saranno assunte a livello di Unione europea, non si procede alla definizione e attuazione del programma di localizzazione, realizzazione ed esercizio nel territorio nazionale di impianti di produzione di energia elettrica nucleare.» Secondo alcuni commentatori, ciò avrebbe potuto portare alla sospensione del referendum già programmato. Tuttavia la Corte di cassazione il 1º giugno decise di confermare la consultazione, formulando però il quesito sulla nuova normativa contenuta nel decreto Omnibus, e non sul testo originale su cui erano state raccolte le firme l'anno precedente, in particolare sul comma 1 e 8 dell'articolo 5. Si trattava dei commi che danno mandato al governo, pur annullando la costruzione delle nuove centrali, di attuare successivamente il programma di energia nucleare in base alle risultanze di una verifica condotta sia dall'agenzia italiana che dall'Unione europea sulla sicurezza degli impianti.
Svoltosi il referendum, all'esito il quesito viene validamente approvato con un quorum di circa il 54% di votanti e una maggioranza di oltre il 94%. Le norme inerenti al nucleare del cosiddetto decreto Omnibus furono quindi abrogate, determinando la chiusura del secondo programma nucleare italiano.
Nello stesso periodo, tra il 15 e il 16 maggio 2011, in Sardegna si tenne un referendum regionale consultivo proposto da Sardigna Natzione Indipendentzia, dal quesito: «Sei contrario all'installazione in Sardegna di centrali nucleari e di siti per lo stoccaggio di scorie radioattive da esse residuate o preesistenti?». La consultazione, sostenuta dall'abbinamento alle elezioni amministrative, vide una partecipazione del 59,5% del corpo elettorale e una vittoria dei "Sì" con una percentuale del 97,1%.

### La nuova ripresa del dibattito (2022-)
In vista delle elezioni politiche del 2022 il tema della reintroduzione in Italia dell'energia nucleare è ricomparso all'interno del dibattito pubblico e politico, anche a causa dell'aggravarsi della crisi climatica, dell'impennata del prezzo del gas naturale contestuale all'invasione russa dell'Ucraina e della classificazione positiva del nucleare all'interno della Tassonomia della Finanza Sostenibile della Commissione europea. Nel dettaglio, la coalizione di centro-destra si è dichiarata possibilista e la lista Azione - Italia Viva si è schierata in senso apertamente favorevole, mentre la coalizione di centro-sinistra, il Movimento 5 Stelle e le altre liste minori hanno espresso la propria contrarietà.
Tale processo è continuato anche a seguito delle elezioni, con la XIX legislatura e il governo Meloni: nel maggio 2023 la Camera ha approvato una mozione che impegna l'esecutivo a prendere in considerazione l'energia nucleare, mentre nel successivo settembre il governo ha annunciato che convocherà istituzioni e imprese interessate allo sviluppo del nucleare di ultima generazione.
Nel 2024 Azione, insieme a Radicali Italiani ed altri promotori, ha depositato una proposta di legge di iniziativa popolare per reintrodurre la produzione di energia nucleare in Italia. La proposta, composta da un solo articolo suddiviso in due commi, mira a delegare al governo il compito di riorganizzare la normativa riguardante l'autorizzazione, la realizzazione, l'esercizio e la remunerazione delle centrali elettronucleari nel paese. Per essere presentata in Parlamento, la proposta avrebbe dovuto raccogliere almeno 50.000 firme di elettori. Alla fine del periodo di raccolta, 72.840 cittadini avevano firmato a sostegno. Tuttavia, anche raggiunta questa soglia, il Parlamento non è obbligato a esaminare o approvare la proposta. 
Il 16 giugno 2025 l'Italia diviene ufficialmente membro dell'Alleanza Nucleare Europea, iniziativa volta a promuovere il ruolo dell'energia atomica nella transizione energetica all'interno dell'Unione, dopo esserne stato membro osservatore.

## Opinione pubblica

### Movimento antinucleare

Marcia antinucleare contro la centrale di Trino (11 maggio 1986)

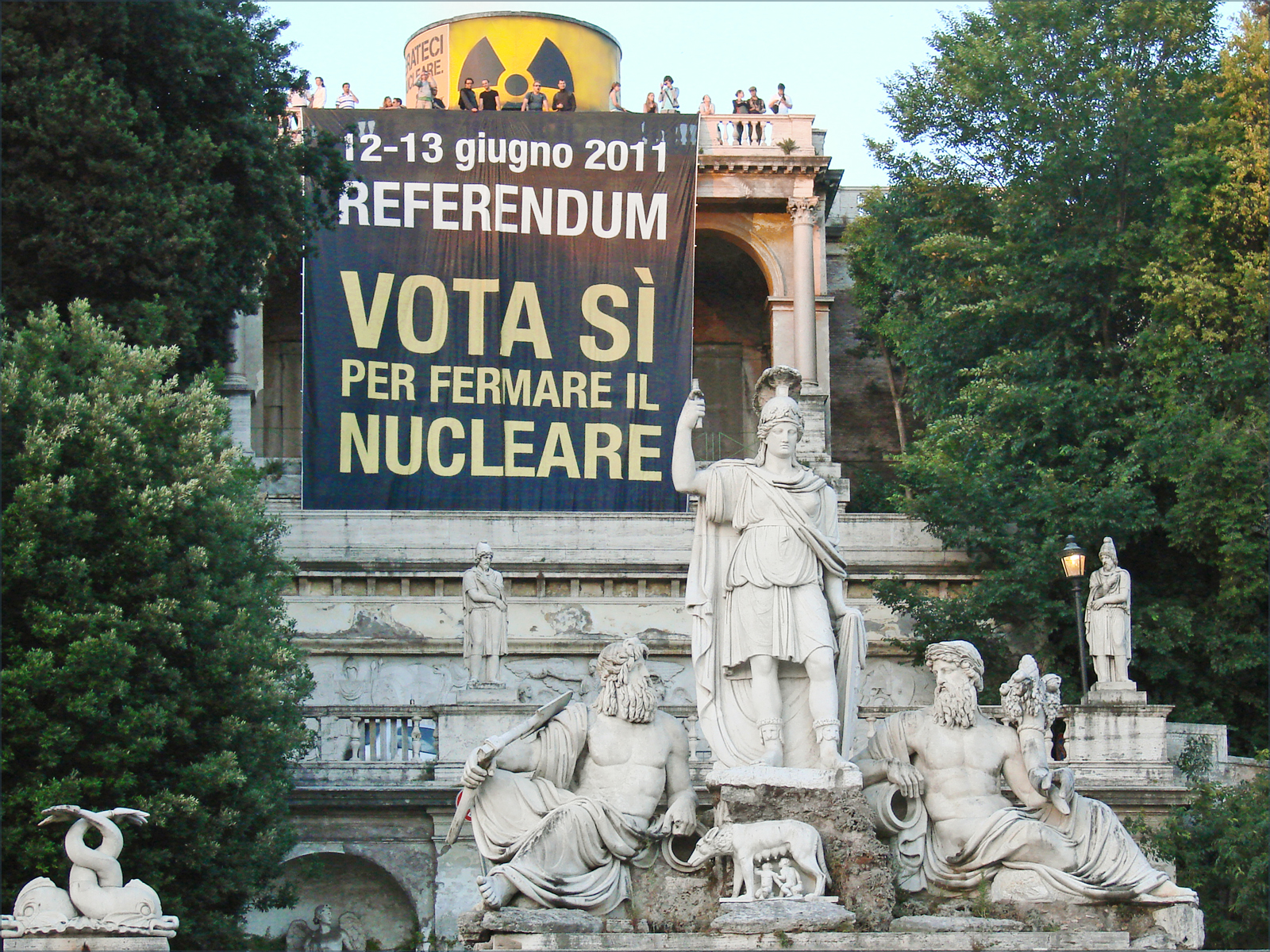
Manifestazione contro il nucleare di Greenpeace dalla terrazza del Pincio a Roma per il referendum del 2011

In seguito alla crisi energetica del 1973 il governo italiano decise di incrementare notevolmente la produzione di energia elettrica da fonte nucleare. In questo contesto WWF Italia e Italia Nostra, sostenuti da alcuni gruppi della sinistra radicale, diedero vita al primo movimento anti-nucleare in Italia, che si espresse nel 1977 con la manifestazione contro la costruzione della centrale nucleare di Caorso. Negli anni 1970 la popolazione italiana aveva in generale un'opinione favorevole verso l'energia nucleare, così come i due maggiori partiti dell'epoca: la Democrazia Cristiana e il Partito Comunista Italiano, e le manifestazioni antinucleariste erano svolte soprattutto a livello locale. Nel 1981 il tentativo di proporre un referendum sul tema da parte dei Friends of the Earth fu dichiarato inammissibile dalla Corte costituzionale. Negli anni 1980 il governò iniziò a varare le prime leggi di tutela ambientale e i movimenti ambientalisti intrapresero un percorso volto all'unità, dando così vita ad associazioni istituzionali, come Legambiente, o partiti politici poi entrati in Parlamento, come la Federazione delle Liste Verdi. In questo periodo inoltre il governo iniziò a discutere con la NATO per la realizzazione del piano di condivisione nucleare, conferendo così alla tecnologia nucleare anche una funzione militare. L'opinione pubblica cambiò repentinamente posizione nel 1986 dopo il disastro di Černobyl', e nei referendum contro il nucleare del 1987 i quesiti furono accolti da una netta maggioranza.
Tra gli anni 1990 e 2000 le organizzazioni ambientaliste espressero più volte la loro contrarietà verso l'energia nucleare, considerando solamente le energie rinnovabili come adeguate a completare la decarbonizzazione e a risolvere quindi il problema del riscaldamento globale. In generale i movimenti ambientalisti italiani si configurarono come organizzazioni contrarie alla realizzazione di grandi opere, appoggiandosi spesso ai comitati NIMBY locali. Nel 2008 il governo Berlusconi IV decise di riattivare il programma nucleare italiano, poi abbandonato in seguito al referendum contro il nucleare del 2011, avvenuto subito dopo l'incidente di Fukushima.

### Associazioni favorevoli al nucleare

#### Movimento Internazionale per i Diritti Civili - Solidarietà
Questo movimento internazionale anti-malthusiano sostiene dalla propria fondazione la ricerca nucleare e lo sfruttamento dell'energia nucleare per scopi pacifici. Ciò è attestato dalla pubblicazione della rivista scientifica divulgativa Fusione, equivalente in Italia della rivista Fusion, che fu terza per tiratura negli Stati Uniti d'America.

#### Forum Nucleare Italiano
Il 27 luglio 2010 è nato il Forum Nucleare Italiano, associazione non a scopo di lucro volta a contribuire, promuovendo il dialogo tra tutti gli attori coinvolti, alla ripresa del dibattito pubblico sullo sviluppo dell'energia nucleare in Italia, il primo presidente è Chicco Testa. Ne sono soci fondatori diciannove tra aziende, associazioni d'impresa, sindacati e società di consulenza i cui campi di attività e ricerca riguardano lo sviluppo dell'energia nucleare per uso pacifico (Alstom Power, Ansaldo Nucleare, Areva, Confindustria, E.ON Italia, EDF, Edison, Enel, Federprogetti, FLAEI-CISL, GDF Suez, SOGIN, StratinvestRu Energy, Techint, Technip, Tecnimont, Terna, UILCEM e Westinghouse) mentre ne sono attualmente soci onorari cinque università italiane. Il budget del Forum Nucleare Italiano per il secondo semestre 2010 è stato di sette milioni di euro e la sua prima campagna pubblicitaria è stata curata dalla Hill & Knowlton.
La campagna è stata giudicata non conforme all'art.2 (cioè Comunicazione commerciale ingannevole) del Codice di Autodisciplina della Comunicazione Commerciale con sentenza n. 12/2011 del 18/2/2011 dell'Istituto dell'Autodisciplina Pubblicitaria, che ne ha così ordinato la cessazione. Il Forum Nucleare Italiano ha in seguito pubblicato una nuova versione dello spot, in cui è stata modificata la scena finale.

## Programma nucleare militare
I progetti per lo sviluppo di un programma nucleare militare italiano furono elaborati da ambienti delle Forze armate italiane tra la fine degli anni 1960 e l'inizio degli anni 1970, in seguito al fallimento della proposta di istituire un programma condiviso con gli alleati della NATO, e inclusero anche la sperimentazione di un missile balistico; gli ambienti politici italiani furono tuttavia poco propensi a dare seguito a simili progetti, e nessun programma per l'assemblaggio di armi nucleari fu mai concretamente messo in atto. Ogni interesse italiano per lo sviluppo di un proprio deterrente nucleare nazionale cessò del tutto nel 1975, con l'adesione dell'Italia al Trattato di non proliferazione nucleare.
Attualmente l'Italia non produce né possiede armi nucleari, ma partecipa al programma di "condivisione nucleare" della NATO.

## Reattori di ricerca
I reattori di ricerca attualmente operativi in Italia sono solo quattro, da un massimo di diciotto negli anni '70. Due di essi (il modello Triga RC-1 da 1MW, attivo dal 1960, e il modello TAPIRO da 5 kW, attivo dal 1971) si trovano nel Centro ricerche Casaccia dell'ENEA a Roma, un terzo (modello LENA da 250 kW, attivo dal 1965) si trova a Pavia e appartiene al Laboratorio Energia Nucleare Applicata dell'Università degli studi di Pavia. Il quarto ed ultimo reattore operativo è l'AGN-201 Costanza, operativo dal 1960 nell'Università di Palermo, presso il locale Dipartimento di Ingegneria.
Il 20 ottobre 2010 sono stati rimessi in funzione i due reattori dell'ENEA nel territorio comunale di Roma, che in precedenza erano utilizzati più sporadicamente. Il loro riavvio a totale regime è avvenuto in occasione dei 50 anni di attività dell'istituto (sorto nel 1960 come cuore nazionale della ricerca nucleare applicata) e rappresenta un po' il simbolo del ritorno all'elettro-generazione da fonte nucleare in Italia.
L'elenco completo dei reattori di ricerca italiani, compresi quelli attualmente non più operativi, è il seguente:
- Camugnano (BO) – PEC (Prova Elementi Combustibili): ENEA (comitato nazionale per la ricerca e lo sviluppo dell'Energia Nucleare e delle Energie Alternative) - Centro Ricerche Brasimone (1972–1987)[84]
- Ispra (VA) – ISPRA-1 (Acqua Pesante, 5 MW): Commissione europea - Centro comune di ricerca (1959–1973)[85][86][87][88][89]
- Ispra (VA) – ECO (Essai Critique ORGEL, 1 kW): Commissione europea - Centro comune di ricerca (1966–1983)[85][87][88][90]
- Ispra (VA) – ESSOR (ESSai ORrganique eau lourde, 25MW): Commissione europea - Centro comune di ricerca (1967–1983)[85][88][91]
- Legnaro (PD) - RTS-1: Istituto Nazionale di Fisica Nucleare (1963–1980)[92]
- Milano - L-54 (50 kW): CeSNEF Centro Studi Nucleari "Enrico Fermi" - Politecnico di Milano (1957–1979)[93]
- Montecuccolino (Bologna) - RB-1 (zero-power): Università di Bologna (1962–1985)[94]
- Montecuccolino (Bologna) - RB-2 (1 kW): Università di Bologna (1964–1985)
- Montecuccolino (Bologna) - RB-3 - Aquilone 11 (1 kW): Università di Bologna (1971–1989)
- Pavia – TRIGA LENA (modello TRIGA Mk.II, 250 kW): Università di Pavia (1965 - operativo)[95]
- Palermo - AGN-201 "Costanza" (zero-power): Università di Palermo (1960 – operativo)[96]
- Saluggia (VC) - AVOGADRO RS-1: FIAT/Montecatini (1959–1971)[97]
- San Piero a Grado (Pisa) – RTS-1 "Galileo Galilei" (5MW): Centro Applicazioni Militari Energia Nucleare (1963–1980)[98]
- Santa Maria di Galeria (Roma) – ROSPO-2 (2 kW): Ente Nazionale Energia Atomica - Centro Ricerca Casaccia (1960–1975)[99]
- Santa Maria di Galeria (Roma) – TRIGA RC-1 (modello TRIGA Mk.II modificato, 1MW): Ente Nazionale Energia Atomica - Centro di Ricerca Casaccia (1960–1987; riattivato 2010-operativo)[100]
- Santa Maria di Galeria (Roma) – RC-4 RITMO (0.01 kW): Ente Nazionale Energia Atomica - Centro Ricerca Casaccia (1965–1978)[101]
- Santa Maria di Galeria (Roma) – RANA (10 kW): Ente Nazionale Energia Atomica - Centro Ricerca Casaccia (1965–1981)[102]
- Santa Maria di Galeria (Roma) – TAPIRO (modello Argonne Fast Source Reactor modificato, 5 kW): Ente Nazionale Energia Atomica - Centro Ricerca Casaccia (1971–1987; riattivato 2010-operativo)[103]

## Gestione dei rifiuti e depositi geologici
Nel 2003, su decreto del Consiglio dei ministri, un sito minerario di Scanzano Jonico (MT) fu designato come luogo per la costruzione in profondità di un deposito nazionale di scorie radioattive, che avrebbe ospitato circa 60000 m³ di rifiuti. Questa decisione provocò forti proteste popolari, successivamente note come “giornate di Scanzano”, svoltesi dal 13 al 27 novembre dello stesso anno e che si conclusero con la cancellazione del nome del comune di Scanzano dal decreto.
Al 2023 in Italia sono stoccati complessivamente 31000 m³ di rifiuti radioattivi in oltre 20 siti provvisori; di questi, più di 1727 m³ sono scorie di III categorie, cioè rifiuti ad elevata attività e con vita media lunga. Per questi rifiuti è previsto lo stoccaggio di superficie solo come misura temporanea in attesa del deposito geologico, mentre per quelli di I e II categoria lo smaltimento definitivo avviene in siti di superficie. Il volume più elevato di scorie è presente nel Lazio, nel deposito NUCLECO, mentre i rifiuti a maggiore contenuto di radioattività sono attualmente stoccati in Piemonte, presso l'impianto EUREX a Saluggia.
Inoltre, entro il 2025 dovranno rientrare in Italia i rifiuti prodotti dal riprocessamento delle barre di combustibile delle centrali nucleari italiane, spedite in Regno Unito e in Francia. Il volume di rifiuti proveniente dal Regno Unito ammonterà a 5500 m³, ci cui 17,3 m³ ad alta attività, condizionati in matrice vetrosa, e i rimanenti a bassa e media attività, in matrice cementizia. Per semplificare e ridurre i costi delle operazioni di trasporto, la BNFL, società che si occupa del riprocessamento del combustibile irraggiato, ha proposto di sostituire le scorie a bassa e media attività con quantità radiologicamente equivalenti (cioè con la stessa attività) di rifiuti ad alta attività, che quindi salirebbero a 18,7 m³.
Al 2015 SOGIN, la società responsabile del decommissioning (smantellamento) degli impianti nucleari italiani, si sta occupando della progettazione di un deposito nazionale per i rifiuti radioattivi. Questa infrastruttura, per la quale non è ancora stata scelta l'ubicazione, permetterà lo stoccaggio definitivo in superficie di 75000 m³ di rifiuti a bassa e media attività, e quello temporaneo di 15000 m³ di rifiuti ad alta attività. Di questi circa 90000 m³ di scorie, circa il 60% risulterà proveniente dalle opere di decommissioning degli impianti esistenti, mentre il restante 40% sarà di origine medica, industriale o di ricerca,
La mappa dei siti idonei per la costruzione del deposito nazionale dovrebbe essere resa pubblica da SOGIN entro il settembre 2015, a cui seguirà una fase di consultazione della durata di 120 giorni. La mappa dovrebbe essere poi approvata dal Ministero dello sviluppo economico entro il giugno 2016.

## Potenziale produttivo uranifero nazionale

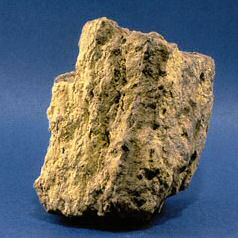
Un minerale uranifero.

L'Italia non è un paese produttore di uranio benché indagini del passato abbiano rilevato la presenza di minerali uraniferi in alcune aree dell'arco alpino. A partire dagli anni 1950, e più assiduamente negli anni 1960, furono infatti effettuate ricerche di giacimenti sfruttabili estese a buona parte del territorio nazionale.
Il più importante ritrovamento fu rinvenuto dall'Eni (poi Agip) a Novazza, una frazione del comune di Valgoglio in Val Seriana, a circa 40 chilometri a nord-est di Bergamo: si trattava di un piccolo giacimento con 2500 tonnellate di ossido d'uranio a un tenore medio dello 0,8% comprendenti, nella parte centrale, 1500 tonnellate all'1,3% che ne costituivano il "cuore". Tale quantitativo non venne ritenuto all'epoca sufficiente al fabbisogno nazionale, ma fu comunque stimato idoneo ad alimentare una centrale nucleare come quella di Latina per 15 anni.
Valutazioni del 2005 con un "livello di attendibilità medio", citate in una relazione dell'AIEA, ricollocavano il potenziale produttivo della miniera a 4800 tonnellate (secondo quanto scritto nell'appendice V di questo documento, tali riserve sono calcolate tenendo conto delle tecniche di estrazione odierne e ipotizzando l'assenza di forti aumenti del costo di svellimento.) Valutazioni del 2007 portavano a 6100 tonnellate le riserve di uranio italiane, conteggiando in questa cifra, oltre alle 4800 tonnellate di Novazza (a un prezzo di meno di 80 $/kg), anche altre 1300 tonnellate a un prezzo inferiore a 130 $/kg e identificate come inferred resources o risorse stimate. Non è possibile effettuare un confronto assoluto tra i due computi sopraelencati per quanto riguarda Novazza, in quanto non si conoscono le metodologie di estrazione prese in considerazione da Eni e AIEA.
Per vari motivi, fra i quali le preoccupazioni per la salute pubblica e per l'impatto ambientale, il giacimento di Novazza comunque non è mai stato utilizzato (nonostante alcuni progetti elaborati in tal senso negli anni 1970). Con un decreto del reggente dell'Assessorato alla qualità dell'ambiente, il 15 dicembre 2006 la Regione Lombardia diede parere negativo alla richiesta di indagini avanzata dalla compagnia mineraria australiana Metex Resources Ltd, stabilendo altresì che eventuali future domande di permessi di esplorazione o di concessioni riceveranno direttamente lo stesso responso.
Va rilevato, peraltro, che le circa 4800 tonnellate di uranio accreditate rifornirebbero una singola centrale moderna per solo un sesto (circa dieci anni) della sua durata utile prevista e che il minerale andrebbe arricchito in un'altra nazione.

## Centrali nucleari
Le centrali nucleari (tutte mono-reattore) completate ed entrate in funzione in Italia furono le seguenti:
| Reattori dismessi |           |                    |                    |                         |                               |                  |
| Centrale | Tipologia | Potenza netta (MW) | Inizio costruzione | Allacciamento alla rete | Inizio produzione commerciale | Dismissione      |
| Latina | Magnox    | 200                | 1º novembre 1958   | 12 maggio 1963          | 1º gennaio 1964               | 1º dicembre 1987 |
| Garigliano | BWR       | 150                | 1º novembre 1959   | 1º gennaio 1964         | 1º giugno 1964                | 1º marzo 1982    |
| Enrico Fermi | PWR       | 260                | 1º luglio 1961     | 22 ottobre 1964         | 1º gennaio 1965               | 1º luglio 1990   |
| Caorso | BWR       | 860                | 1º gennaio 1970    | 23 maggio 1978          | 1º dicembre 1981              | 1º luglio 1990   |
| Totale: 4 reattori per 1423 MW complessivi. |           |                    |                    |                         |                               |                  |
| NOTE: - 2 reattori di tipo BWR per 1964 MW complessivi della centrale di Montalto di Castro non sono stati completati e 1 reattore sperimentale CIRENE da 70 MW presso la centrale di Latina è stato annullato. |           |                    |                    |                         |                               |                  |